# Taqwa Pinero
Taqwa Pinero, nacido Taquan Dean,  (nacido el 06 de agosto de 1983 en Red Bank, Nueva Jersey) es un jugador de baloncesto estadounidense que pertenece a la plantilla del ÉB Pau-Orthez. Con 1,93 de estatura, su puesto natural en la cancha es el de escolta.

## Historia
Se formó como jugador en la Universidad de Louisville de la NCAA en la que jugó desde el 2002 al 2006. Tras no ser seleccionado por ningún equipo en el draft del 2006 de la NBA se decidió por dar el salto a Europa y fichar por el Angélico Biella de la LEGA italiana donde en los 18 partidos que disputó acabó con unas medias de 12 puntos y 9 rebotes.
En el 2007 se marchó a Rusia para jugar en el Dínamo Moscú donde fue entrenado por Svetislav Pešić. En sus 15 partidos con el conjunto moscovita en liga finalizó con unas medias de 6 puntos y 3 rebotes y en los 8 que disputó de Euroliga terminó con 9,5 puntos y 3 rebotes. 
En la temporada 2007/2008 vuelve a Italia para jugar en el Casale Monferrato de la LegADue y en la 2008/09 se marcha a España para jugar en el CB Murcia de la liga ACB.
Esa misma temporada, en el CB Murcia destacó siendo uno de los mejores escoltas de la liga y el estandarte murciano, dándoles la permamencia contra el CAI Zaragoza en el último segundo con un tiro libre.
En el verano de 2009 alcanza un acuerdo con el Unicaja Málaga para incorporarse por una temporada al equipo andaluz con opción a otra adicional. Tras no cumplir con las expectativas creadas, en enero de 2010 abandona el club malagueño. Sus números hasta entonces habían sido 9.3 puntos y 1.4 rebotes por partido. Pocos días después de ser cortado por el Unicaja alcanza un acuerdo con el Caja Laboral por un periodo de un mes para disputar únicamente la Euroliga.
En abril de 2010 firmó con el EK Kavala de la A1 Ethniki para terminar la temporada en Grecia. En verano de ese mismo año firma con el Air Avellino de Italia.
En mayo de 2012 vuelve a España fichando por Valencia Basket para jugar los play-off de la Liga ACB.
Taquan Dean firma en 2014 por el Gipuzkoa Basket pero no terminará la temporada baloncestística 2014-2015 defendiendo la camisola del club vasco. El escolta nacido en Nueva Jersey aceptó una oferta de la liga de Irán para jugar en el Azad University de Teherán donde tendrá unos emolumentos muy superiores de lo que le quedaban por recibir del conjunto guipuzcoano.
En abril de 2016, Taquan Dean firma hasta final de temporada, regresando al RETAbet.es GBC para sacar al club donostiarra de los puestos de descenso. Dean, que puso rumbo a Irán para jugar en el Petrochimi, donde se proclamó campeón de la liga iraní.
Piñero comenzó la temporada 2016/17 en el Líbano, después fichó por el Tenerife, aunque con 2.8 puntos por partido, nunca tuvo demasiadas oportunidades. Ahora jugará en el Pau Orthez.

## Perfil de jugador
Taquan es un jugador con una gran capacidad atlética y gran defensor que cuenta con un excelente tiro , sobre todo desde la línea de 3 puntos (En la pasada campaña fue el mejor triplista de la liga). Buen manejo de balón y buen penetrador hacia canasta. Sin embargo, su poca capacidad mental para mantener sus buenos momentos en el tiro le han impedido mantenerse durante un periodo de tiempo medianamente largo en algún equipo de élite.